# Telegráfono

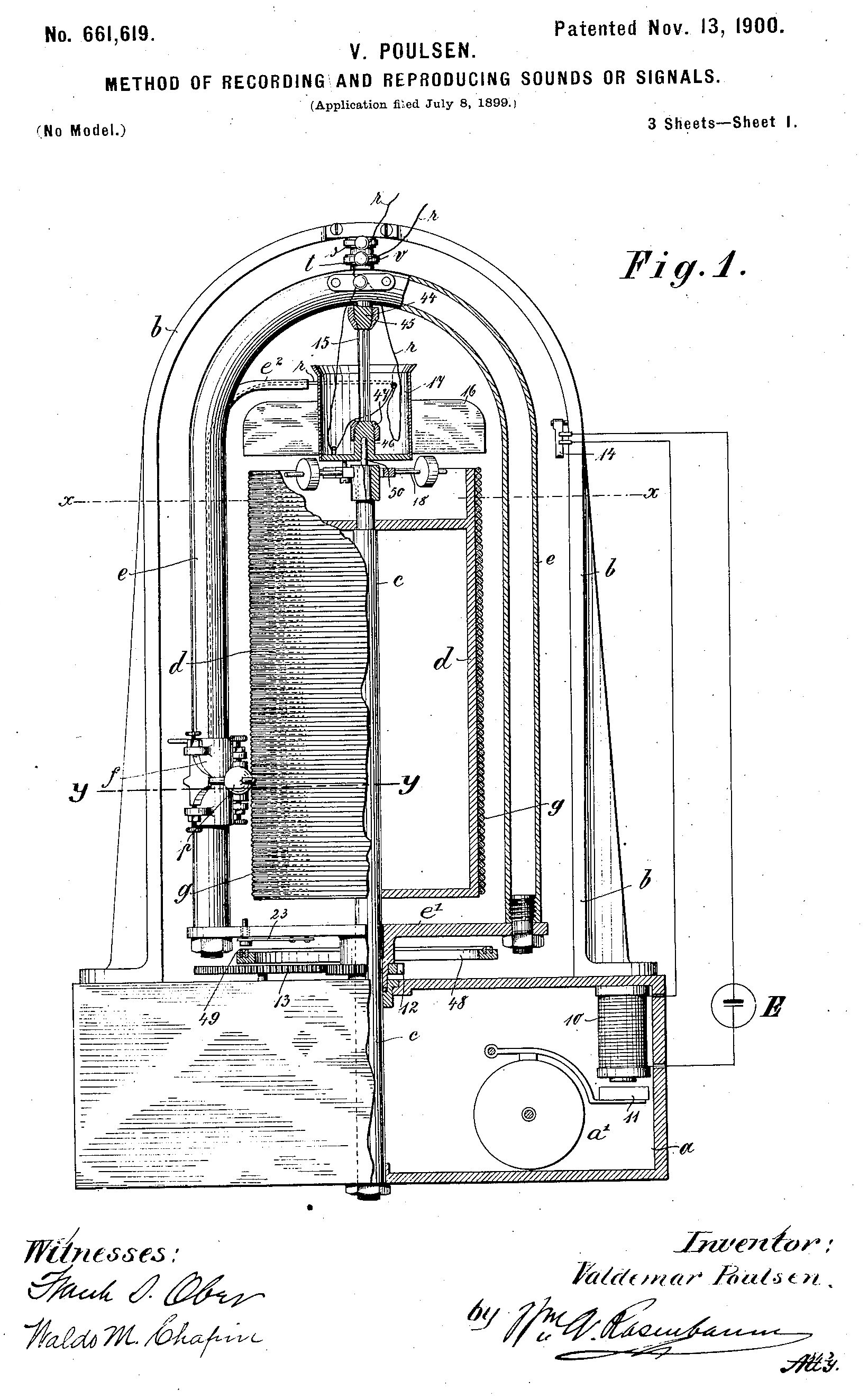
Figura 1 de la patente estadounidense 661.619 del inventor danés Valdemar Poulsen: la primera grabadora magnética

Telegráfono es un sistema de grabación de sonido, concretamente de grabación mecánica analógica.
En 1898, Valdemar Poulsen inventó el telegráfono, la primera máquina que registra el sonido de forma magnética. Lo llamó así, porque la intención de Poulsen era grabar un mensaje de voz en el caso de que una llamada telefónica se produjera en su ausencia del usuario. O sea, en cierto sentido, Poulsen inventó el primer contestador automático.
Poulsen registró su patente en Dinamarca en 1898 y, antes de 1899, también lo hizo en los Estados Unidos (patente 661.619), Inglaterra (patente no 8.961)  y en otros países, para evitar que otros investigadores hicieran suyos sus descubrimientos.
El telegráfono grababa los sonidos sobre un carrete de hilo de acero que se desplazaba entre polos de un electroimán. El hilo de acero que empleó Poulsen era el mismo que se utilizaba en los telégrafos o en las cuerdas de piano. 
El telegráfono consistía en un micrófono (transductor electroacústico) que convertía las ondas sonoras que recibía en variaciones de voltaje (señales eléctricas). Estas señales eléctricas hacían girar un cilindro que tenía arrollado  helicoidalmente un hilo de acero. El carrete cilíndrico giraba bajo un electroimán. En el proceso, registraba la variación de intensidad de un campo magnético sobre un hilo de acero donde quedaban grabadas zonas de distinta magnetización. 
Luego invirtiendo el proceso, las variaciones magnéticas eran reconvertirlas en señales eléctricas y las variaciones eléctricas volvían a convertirse en sonido a través de un altavoz (transductor electroacústico).
En Dinamarca y Alemania se fabricaron un reducido número de telegráfonos, pues el invento tenía grandes inconvenientes:
- Poca fiabilidad. Los carretes de alambre a menudo se torcían.
- Señal débil, pues carecía de amplificación.

En 1902, Poulsen sustituyó el hilo de acero por  una tira de material flexible cubierta de polvo imantado, anticipándose a las investigaciones de Fritz Pfleumer y al sistema de grabación que utilizarían magnetófonos modernos, inventados en 1935. Sin embargo, después de 1902, Poulsen abandonó la investigación sobre grabación magnética para centrarse en sus investigaciones sobre radiodifusión.
Poulsen vio recompensadas sus investigaciones cuando obtuvo uno de los premios en la Exposición Universal de París en 1900. La grabación magnética más antigua que aún se conserva fue la realizada por el telegráfono de Poulsen en esta Exposición de París de 1900 y corresponde a la voz del emperador Franz Josef de Austria. Esta grabación se conserva en el Museo danés de Ciencia y Tecnología.
La American Telegraphone Company adquirieron las derechos de patente del telegráfono en 1905 y fabricaron el llamado dictáfono (máquina de dictado). El dictáfono aunque se fabricó hasta 1924, nunca llegó a cuajar del todo, pues los fonógrafos eran más baratos y fiables.